# Infomatec
Die Infomatec Integrated Information Systems AG war ein deutscher Software- und diversifizierter EDV-Dienstleister mit Sitz in Augsburg. Im Mai 2001 meldete das am Neuen Markt notierte Unternehmen nach serienweisen betrügerischen Ad-hoc-Meldungen Insolvenz an und ging danach in Konkurs.

## Firmengeschichte
Das Unternehmen wurde 1988 von Alexander Häfele und Gerhard Harlos gegründet. Vornehmlich wurden Firmenkunden mit Software-Lösungen und EDV-Support bedient. Umsätze über das Internet spielten dagegen eine sehr untergeordnete Rolle. Wie viele andere Unternehmen drängte Infomatec an die Börse, um Wachstum zu erreichen. Da insbesondere mit dem Internet(-Support) Geld zu verdienen war, forcierten die beiden Gründer und Vorstände Ende der 1990er Jahre ihre Aktivitäten in diese Richtung und propagierten den Verkauf von Set-Top-Boxen, mit denen sich ein gewöhnlicher, nicht-internetfähiger Fernseher (kein Smart-TV – diese gab es erst später am Markt) zum Surfen im Internet nutzen ließ. Dieser Strategie wurde der Erfolg zuteil, dass die Düsseldorfer WestLB das Unternehmen 1998 an den Neuen Markt brachte. Zwar lagen sehr unterschiedliche Gutachten zur Firmenbewertung vor, gleichwohl wurde ein Ausgabepreis von 53 DM pro Aktie festgelegt.
Nach verhaltenem Start ging es bei der Infomatec AG letztlich bergauf. Der Ausgabewert der Aktie konnte zwischenzeitlich verzehnfacht werden. Die Firma avancierte zur zweiterfolgreichsten Neuemission des Jahres 1998 mit einer Marktkapitalisierung von umgerechnet 1,5 Milliarden Euro im Mai 1999. Auf den Hauptversammlungen gerierte man sich bereits als Global Player. Danach setzte ein Abwärtstrend ein, der den Marktwert noch im selben Jahr halbierte. Dieser Trend konnte gestoppt werden, denn das Unternehmen verkündete in einer Ad-hoc-Meldung am 20. Mai 1999 und wiederholt am 13. September 1999, dass ein 55-Millionen-DM-Auftrag der Firma Mobilcom für 100.000 Set-Top-Boxen an Land gezogen worden sei. Den Tatsachen entsprach das nicht. Gleich darauf folgte die nächste Ad-hoc-Meldung. Erneut sei ein 55-Millionen-DM-Auftrag vom Pforzheimer Unternehmen Global Well eingegangen, der bestätigt werden könnte. Kaum zwei Monate später erfolgte eine weitere Ad-hoc-Meldung: Ein französisches Unternehmen habe einen Auftrag für 50 Millionen DM erteilt. Zwischenzeitlich stieg der Aktienkurs des Unternehmens deutlich an.
Tatsächlich waren statt 100.000 lediglich 14.000 Boxen von Mobilcom geordert worden. Die beiden anderen Meldungen erwiesen sich als unwahr. Die gelieferten Boxen überstanden zudem nicht einmal die Testphase. Außerdem wurde bekannt, dass die Firmenlenker Harlos und Häfele Aktien ihrer Firma verkauft hatten. Später stellte sich heraus, dass sie aufgrund der gefälschten Erfolgsmeldungen verkauft hatten und zwar im Wert von jeweils knapp 15 Millionen Euro. Schlussendlich verkündeten die Vorstände eine letzte Ad-hoc-Meldung, die das ganze Desaster offenbarte, denn sie kam der Wahrheit am nächsten. Statt der bisherigen Umsatzprognose von 90 bis 100 Millionen DM wurde eine von lediglich knapp über 50 Millionen gestellt. Gleichzeitig räumte das Management ein, dass die bisherigen Darlegungen erheblich übertrieben gewesen seien. Die Aktien mutierten nun zu Penny-Stocks (Zockerpapieren), Infomatec schlitterte in die Pleite und die Firmengründer traten von ihren Ämtern zurück. Sie traf der Vorwurf des Insiderhandels und des Scalpings. Umsätzen von 21,6 Millionen DM standen im Jahr 2000 Jahresfehlbeträge in Höhe von 100 Millionen DM gegenüber. Die West-LB und einer der Gutachter, die HHP, gerieten zudem ins Visier strafrechtlicher Ermittlungen.
Infomatec war seinerzeit Haupt- und Trikotsponsor des FC Augsburg. Der Verein spielte in der drittklassigen Regionalliga Süd. Da dem Verein eine Bürgschaft in Höhe von 3 Millionen DM zugesichert worden war, die in der Folge jedoch ausfiel, wurde ihm 2000 die Lizenz entzogen. Es folgte eine Zwangsrelegation.
Noch zehn Jahre nach Insolvenzanmeldung war die Gesellschaft nicht komplett abgewickelt. Eine Schlussverteilung wird es mangels Masse nicht geben. Wegen Masseunzulänglichkeit werden die Verbindlichkeiten, die die Verteilungsmasse nahezu um das Dreifache übersteigen, nach Maßgabe des § 209 InsO berichtigt werden. Löschung im Handelsregister und Delisting waren im Jahr 2012 nur noch eine Frage der Zeit. Seit dem 7. April 2013 ist die Aktie von Infomatec nicht mehr gelistet.

## Strafprozess
Im November 2000 wurden Häfele und Harlos verhaftet. Ihnen wurde zum Vorwurf gemacht, aus bloßen geschäftlichen Hoffnungen Faktizitäten geschaffen zu haben. Anfänglich wurde ihnen auch zum Vorwurf gemacht, sie hätten einen Eingehungsbetrug durch Gründungsschwindel begangen, denn ihnen hätte niemals verborgen bleiben können, dass der Unternehmenswert mit 207 Millionen Euro (Basiswert für den Ausgabekurs der Aktie) gegenüber tatsächlichen 5 Millionen Euro Wert völlig überzogen war. Dieser Anklagepunkt wurde jedoch fallengelassen. Im November 2003 verurteilte das Landgericht Augsburg beide Vorstände zu Geld- und Freiheitsstrafen wegen vorsätzlicher Fehlinformation der Anleger und wegen Insiderhandels, gemäß § 400 AktG. Harlos erhielt nach Teilgeständnis eine Haftstrafe von zwei Jahren auf Bewährung und eine Geldstrafe von 9000 Euro sowie einen Zahlungsbefehl von 3000 Euro an eine gemeinnützige Einrichtung. Sein Vermögen fiel an den Staat. Häfele erhielt am 4. Mai 2004 eine Haftstrafe von 2 Jahren und 9 Monaten.

## Zivilprozess
Im September 2001 verurteilte ein Augsburger Gericht die beiden Firmengründer zur Zahlung von 90.000 DM (71.000 Euro) an einen Kleinanleger. Dieser hatte sich aufgrund der positiven Ad-hoc-Mitteilungen von Infomatec mit deren Aktien eingedeckt. Ein Urteil dieser Größenordnung zugunsten eines Kleinanlegers war ein Novum. Eine Bestätigung erfolgte aber durch den Bundesgerichtshof (BGH) am 19. Juli 2004. Er erkannte auf eine persönliche Haftung der Gründungsmitglieder, hergeleitet aus sittenwidriger vorsätzlicher Schädigung gemäß § 826 BGB. Der BGH musste in diesem Präzedenzfall erstmals zu den Voraussetzungen der Organhaftung über §§ 826, § 31 BGB (bei Ad-hoc-Mitteilungen) Stellung nehmen. Im Juli 2004 entschied er, dass die beiden Vorstandsmitglieder der Infomatec die Aktionäre der Gesellschaft durch eine wissentlich falsche Ad-hoc-Mitteilung mit überhöhten Angaben über Auftragseingänge von Kunden getäuscht hatten und deshalb Schadensersatz zahlen mussten.

## Trivia
Die Welt zog ihr Fazit: Infomatec habe

„neue Maßstäbe des Schreckens gesetzt.“